# Collegio uninominale Lombardia 3 - 03 (2020)
Il collegio elettorale uninominale Lombardia 3 - 03 è un collegio elettorale uninominale della Repubblica Italiana per l'elezione della Camera dei deputati.

## Territorio
Come previsto dalla legge n. 51 del 27 maggio 2019, il collegio è stato definito tramite decreto legislativo all'interno della circoscrizione Lombardia 3.
È formato dal territorio di 112 comuni della provincia di Brescia: Adro, Agnosine, Anfo, Angolo Terme, Artogne, Bagolino, Barghe, Berzo Demo, Berzo Inferiore, Bienno, Bione, Borno, Bovegno, Braone, Breno, Brione, Capo di Ponte, Capovalle, Capriolo, Casto, Cazzago San Martino, Cedegolo, Cerveno, Ceto, Cevo, Cimbergo, Cividate Camuno, Collio, Corte Franca, Corteno Golgi, Darfo Boario Terme, Edolo, Erbusco, Esine, Gardone Riviera, Gardone Val Trompia, Gargnano, Gavardo, Gianico, Idro, Incudine, Irma, Iseo, Lavenone, Limone sul Garda, Lodrino, Losine, Lozio, Lumezzane, Magasa, Malegno, Malonno, Manerba del Garda, Marcheno, Marmentino, Marone, Moniga del Garda, Monno, Monte Isola, Mura, Muscoline, Niardo, Nuvolento, Nuvolera, Odolo, Ono San Pietro, Ossimo, Paisco Loveno, Paitone, Paratico, Paspardo, Pertica Alta, Pertica Bassa, Pezzaze, Pian Camuno, Piancogno, Pisogne, Polaveno, Polpenazze del Garda, Ponte di Legno, Preseglie, Prevalle, Provaglio d'Iseo, Provaglio Val Sabbia, Puegnago del Garda, Roè Volciano, Sabbio Chiese, Sale Marasino, Salò, San Felice del Benaco, Sarezzo, Saviore dell'Adamello, Sellero, Serle, Soiano del Lago, Sonico, Sulzano, Tavernole sul Mella, Temù, Tignale, Toscolano Maderno, Tremosine sul Garda, Treviso Bresciano, Vallio Terme, Valvestino, Vestone, Vezza d'Oglio, Villa Carcina, Villanuova sul Clisi, Vione, Vobarno e Zone.
Il collegio è parte del collegio plurinominale Lombardia 3 - 02.

## Eletti
| Elezione | Elezione | Deputato         | Partito |
| -------- | -------- | ---------------- | ------- |
|          | 2022     | Simona Bordonali | Lega    |

## Dati elettorali

### XIX legislatura
Come previsto dalla legge elettorale, 147 deputati sono eletti con sistema a maggioranza relativa in altrettanti collegi uninominali a turno unico.
| Candidati                                 | Candidati                  | Voti    | %     | Liste                          | Voti    | %     |
| ----------------------------------------- | -------------------------- | ------- | ----- | ------------------------------ | ------- | ----- |
|                                           | Simona Bordonali ✔️ Eletto | 125 940 | 61,76 | Fratelli d'Italia              | 71 165  | 34,90 |
| Lega per Salvini Premier                  | Simona Bordonali ✔️ Eletto | 125 940 | 61,76 | 36 258                         | 17,78   |       |
| Forza Italia                              | Simona Bordonali ✔️ Eletto | 125 940 | 61,76 | 16 923                         | 8,30    |       |
| Noi moderati/Lupi - Toti - Brugnaro - UDC | Simona Bordonali ✔️ Eletto | 125 940 | 61,76 | 1 594                          | 0,78    |       |
|                                           | Pier Luigi Mottinelli      | 41 215  | 20,21 | Partito Democratico            | 30 078  | 14,75 |
| +Europa                                   | Pier Luigi Mottinelli      | 41 215  | 20,21 | 5 215                          | 2,56    |       |
| Alleanza Verdi e Sinistra                 | Pier Luigi Mottinelli      | 41 215  | 20,21 | 5 181                          | 2,54    |       |
| Impegno Civico - Centro Democratico       | Pier Luigi Mottinelli      | 41 215  | 20,21 | 741                            | 0,36    |       |
|                                           | Massimo Ottelli            | 17 227  | 8,45  | Azione - Italia Viva - Calenda | 17 227  | 8,45  |
|                                           | Amedeo Paccagnella         | 10 273  | 5,04  | Movimento 5 Stelle             | 10 273  | 5,04  |
|                                           | Germano Pezzoni            | 3 460   | 1,70  | Italexit                       | 3 460   | 1,70  |
|                                           | Mila Ribelli Libero        | 2 039   | 1,00  | Italia Sovrana e Popolare      | 2 039   | 1,00  |
|                                           | Marsilio Gatti             | 1 855   | 0,91  | Unione Popolare                | 1 855   | 0,91  |
|                                           | Laura Ruiba                | 1 685   | 0,83  | Vita                           | 1 685   | 0,83  |
|                                           | Suzanne Pirovano           | 212     | 0,10  | Noi di Centro – Europeisti     | 212     | 0,10  |
| Totale                                    | Totale                     | 203 906 | 100   |                                | 203 906 | 100   |
|                                           |                            |         |       |                                |         |       |
| Schede bianche                            | Schede bianche             | 3 348   | 1,57  |                                |         |       |
| Schede nulle                              | Schede nulle               | 5 436   | 2,56  |                                |         |       |
| Votanti                                   | Votanti                    | 212 690 | 72,73 |                                |         |       |
| Elettori                                  | Elettori                   | 292 426 |       |                                |         |       |